# Сріблодзьоб строкатий
Сріблодзьо́б строкатий (Spermestes bicolor) — вид горобцеподібних птахів родини астрильдових (Estrildidae). Мешкає в Африці на південь від Сахари.

## Опис

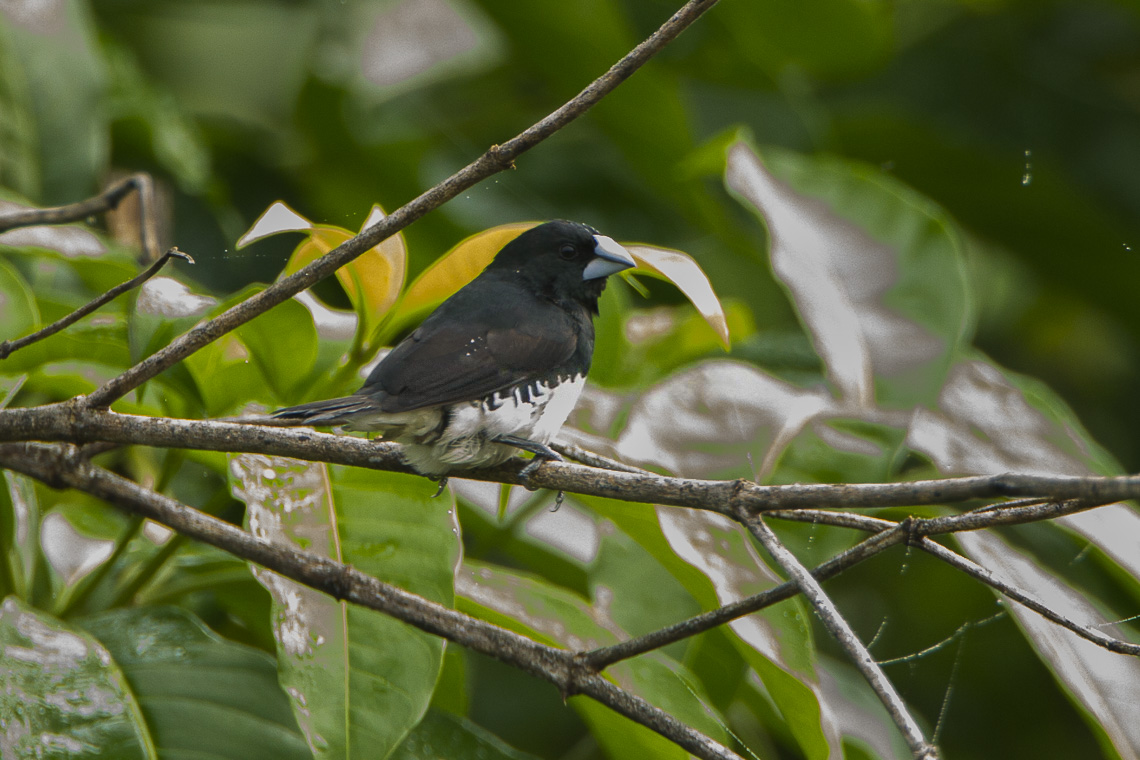
Строкатий сріблодзьоб (Національний парк Какум, Гана)

Довжина птаха становить 9-11 см, вага 10 г. Голова і верхня частина тіла чорні, блискучі. Крила чорні, сильно поцятковані білими плямами. Горло і груди чорні, решта нижньої частини тіла біла, боки чорні, пера на них мають білі краї, що формують смугастий візерунок. Очі карі, дзьоб міцний, конічної форми, свинцево-сірий, лапи чонувато-тілесного кольору. Виду не притаманний статевий диморфізм. У молодих птахів верхня частина тіла темно-коричнева, махові пера чорні.

## Підвиди
Виділяють два підвиди:
- S. b. bicolor (Fraser, 1843) — від Гвінеї-Бісау до Камеруну;
- S. b. poensis (Fraser, 1843) — від південного Камеруну до північної Анголи та до південно-західної Ефіопії, західної Кенії і північно-західної Танзанії, острів Біоко.

Східний сріблодзьоб раніше вважався конспецифічним зі строкатим сріблодзьобом, однак був визнаний окремим видом.

## Поширення і екологія
Строкаті сріблодзьоби поширені від Гвінеї-Бісау на схід до Ефіопії і на південь до Танзанії і Анголи, їх ареал частково фрагментований. Вони живуть на узліссях вологих тропічних лісів, в заростях високої трави і чагарників на берегах річок, струмків і боліт, трапляються поблизу людських поселень. Зустрічаються зграйками до 40 птахів, на висоті до 2000 м над рівнем моря. Часто приєднуються до змішаних зграй птахів разом з іншими сріблодзьобами і ткачиками. Більшу частину дня вони проводять на землі, де шукають їжу, а на ніч зграя проводить на дереві.
Основою раціону строкатих сріблодзьобів є насіння трав, злаків і бамбуків. Також вони доповнюють свій раціон м'якотю плодів олійної пальми, водоростями і літаючими комахами. Гніздування у строкатих сріблодзьобів припадає на завершення сезону дощів, в Уганді воно відбувається з квітня по серпень, у Сьєрра-Леоне з вересня по грудень. Гніздо кулеподібне, робиться самцем  з переплетених стебел трави та інших рослинних волокон, розміщується в кроні дерева, на висоті 2-8 м над землею. В кладці від 3 до 6 білих яєць, інкубаційний період триває 11-13 днів. Насиджують яйця і доглядають за пташенятами і самиці, і самці. Пташенята покидають гніздо через 3 тижні після вилуплення, однак батьки продовжують піклуватися про них ще приблизно 2 тижні.